# Oenothera laciniata
Oenothera laciniata là một loài thực vật có hoa trong họ Anh thảo chiều. Loài này được Hill mô tả khoa học đầu tiên năm 1767.

## Hình ảnh

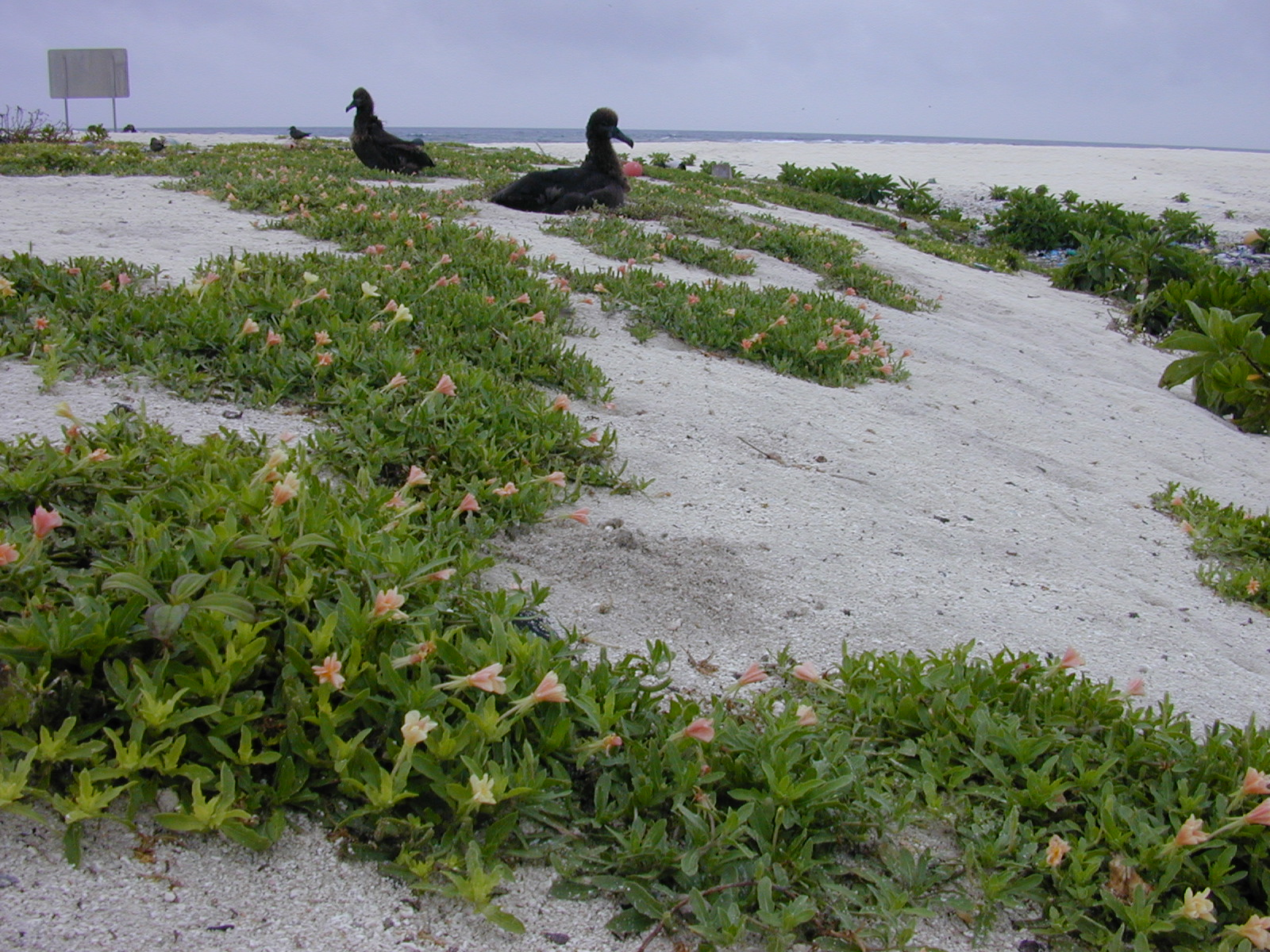
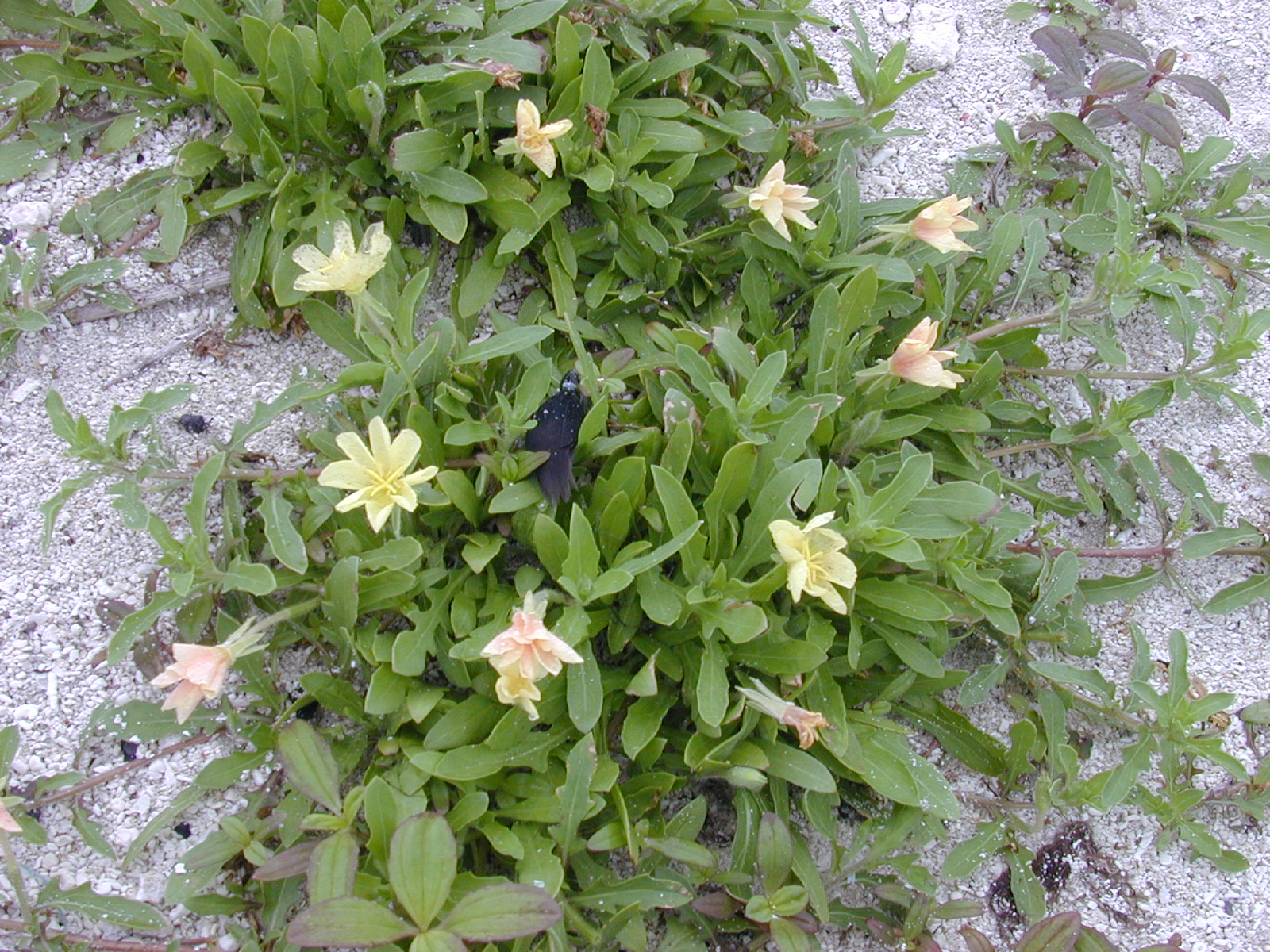
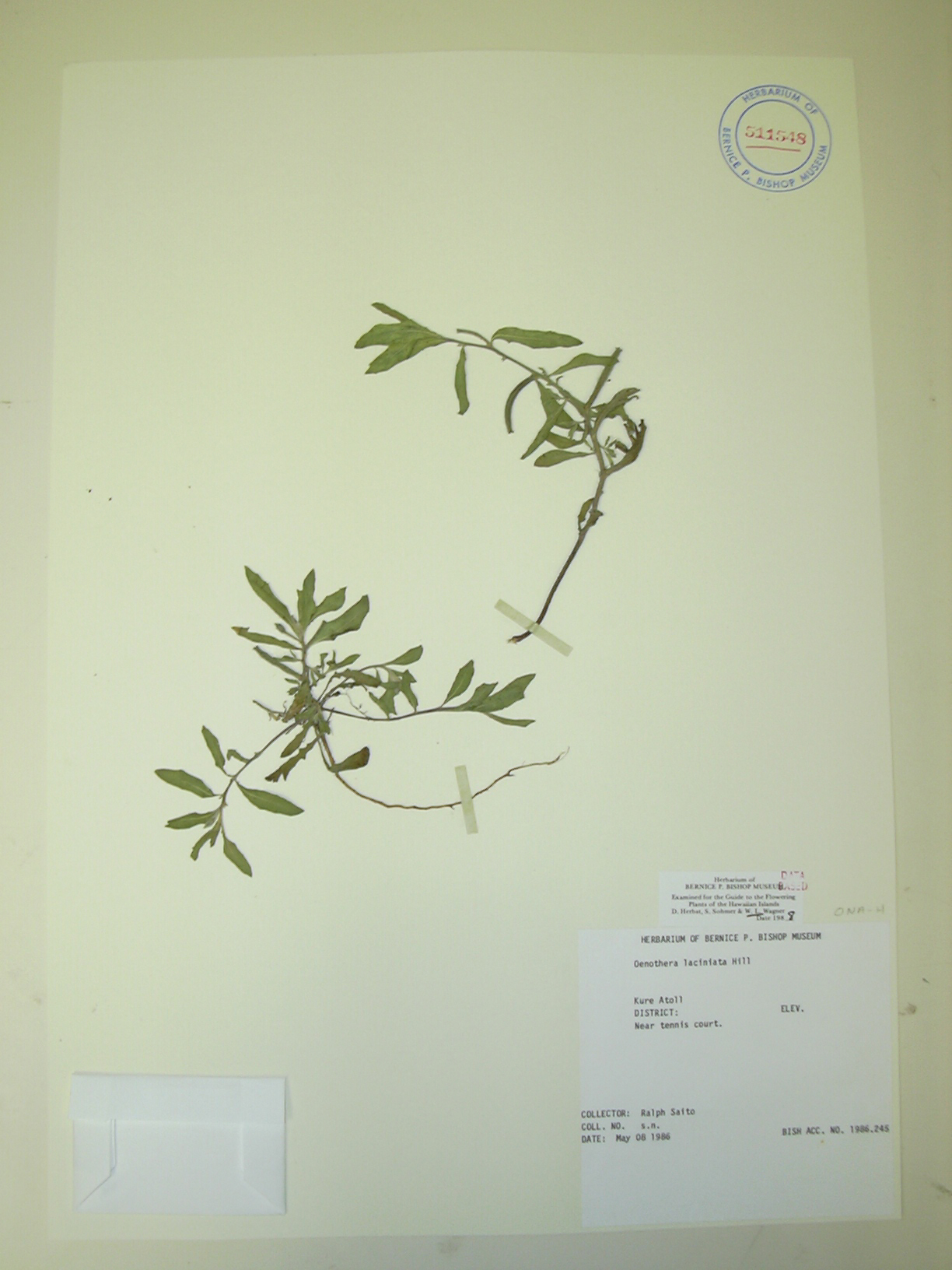
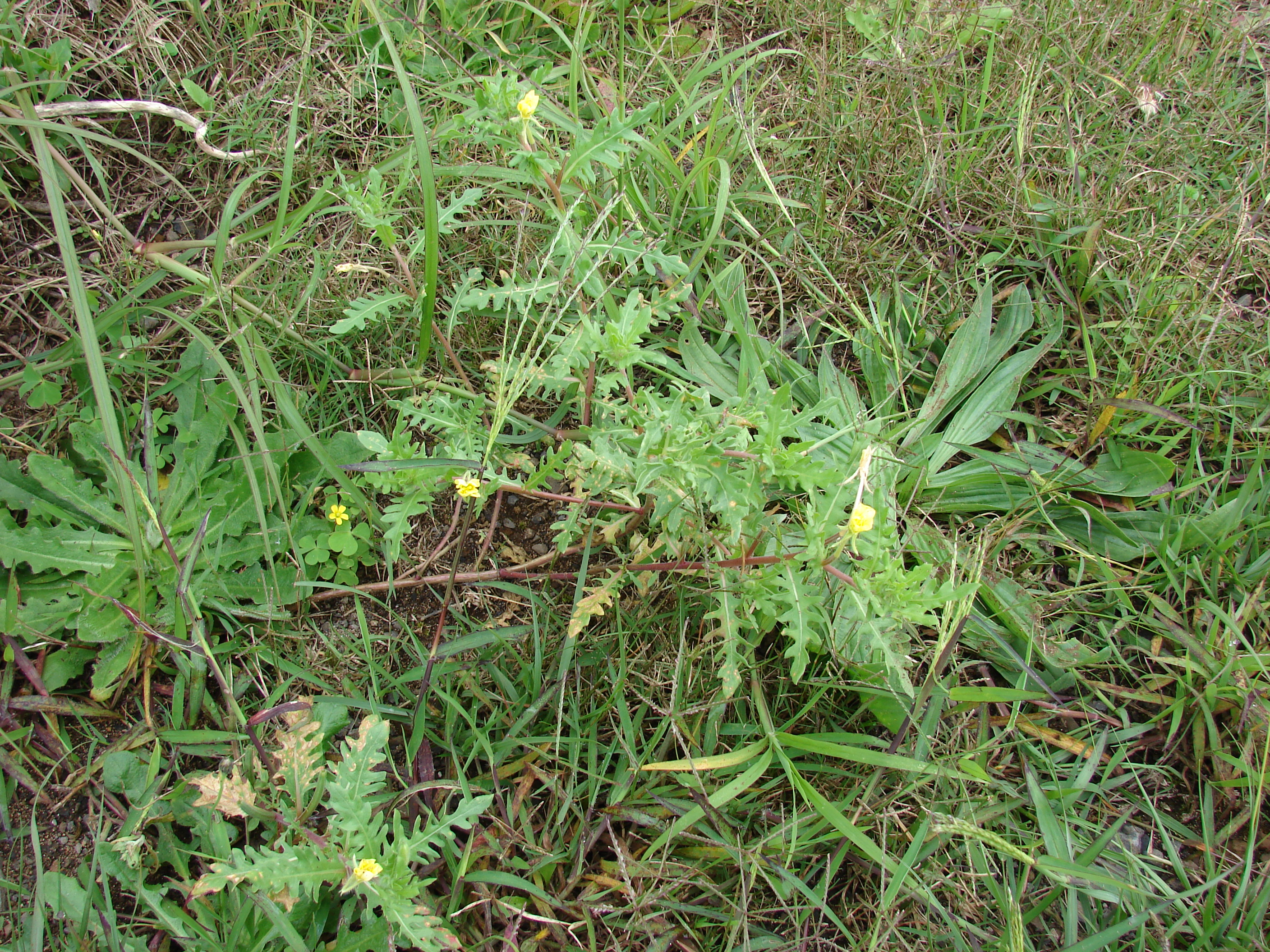